# Plumarella lata
Plumarella lata is een zachte koraalsoort uit de familie Primnoidae. De koraalsoort komt uit het geslacht Plumarella. Plumarella lata werd in 1908 voor het eerst wetenschappelijk beschreven door Kükenthal & Gorzawsky. 